# Gilman Lika

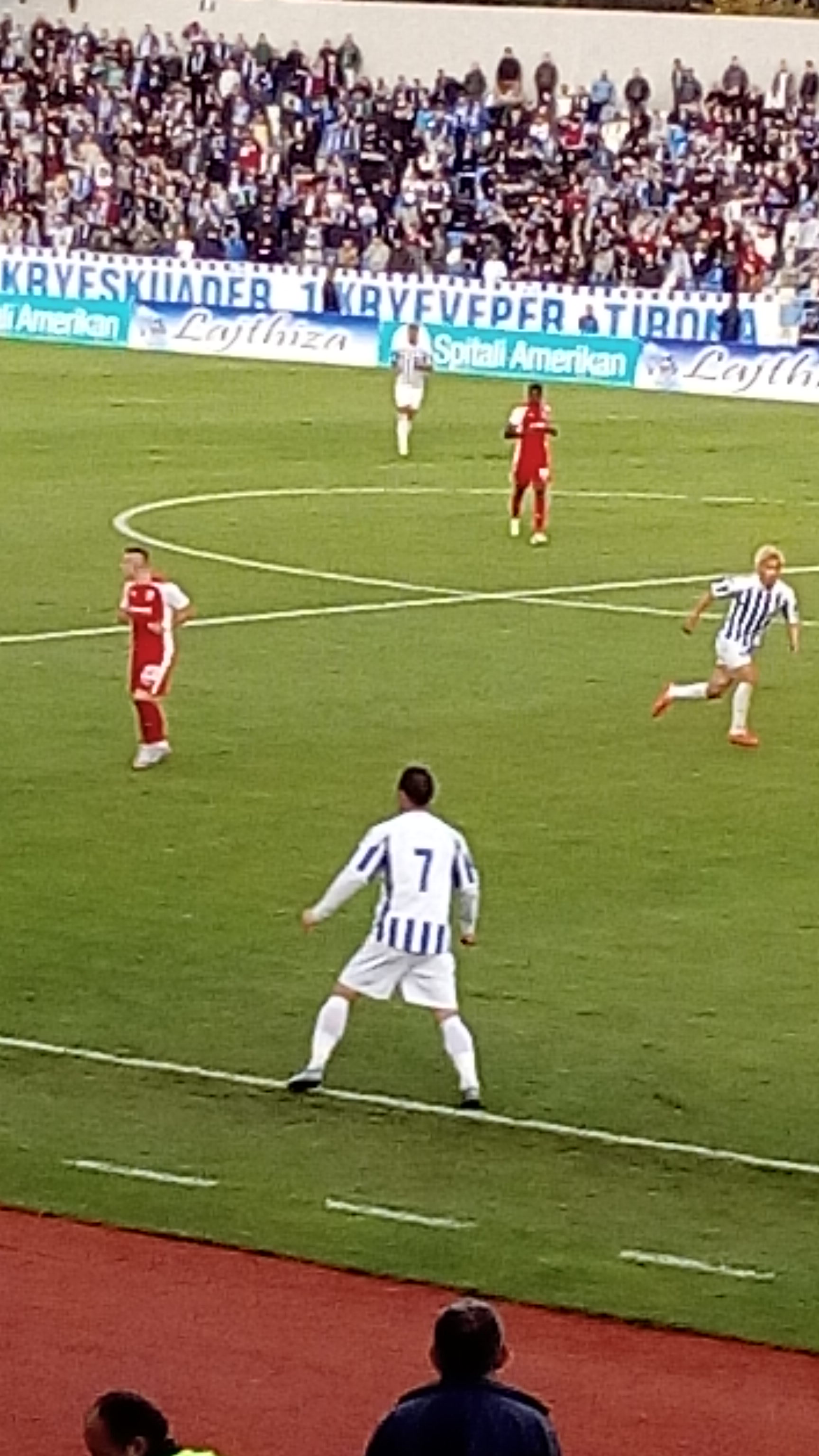
Imagem do camisa 7 Gilman Lika um Meio Campista albanês.

Gilman Lika (Shkodër, 13 de Janeiro de 1987) é um futebolista albanês que joga como Meio Campo.